# 家庭主婦

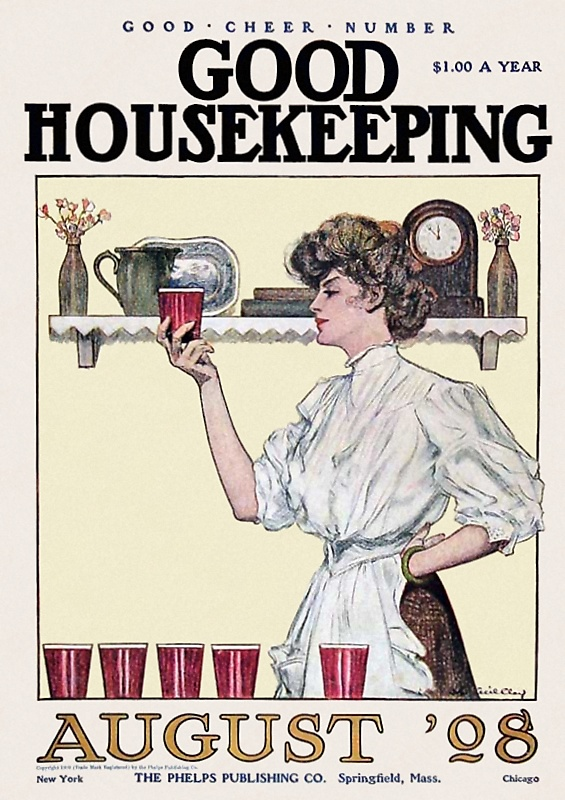
1908年家庭主婦廣告

家庭主婦（英語：Housewife），又譯全職媽媽，簡稱主婦，是已婚婦女從事的一種崗位，指全職照顧家庭、不外出工作的婦女。服務對象是家庭的成員，包括丈夫、兒女，與夫家成員同住的還要照顧夫家的成員。如由男性（丈夫）在家負責這些工作，由妻子及其他家庭成員出外賺錢養家，則稱為家庭主夫。

## 劳动价值
虽然家庭主妇无劳动报酬，但以此種身分所付出的勞動不應該是無償的，因為請傭人打掃煮飯幫傭也是有給職。而且各地区法律，包括婚姻法也有保障主婦的權益，例如遺產分配權、離婚婦女權益等。但各地社会对家庭主妇的劳动价值认可度不一。中国大陆普遍否定家庭主妇的劳动价值。2010年，全国政协委员张晓梅提出“建议家务劳动工资化，切实保障女性权益”的提案。虽有评论认为它因提出“承认家务劳动的价值”而成为当年两会上最有价值的提案之一，但除了普遍的质疑外，提案更引来了舆论无尽的嘲讽和挖苦。

## 历史
在欧洲于19世纪进入工业化社会之前，人类社会普遍处于农业社会。各地已婚女性以家庭主妇为业，兼以家庭为单位从事农业，是社会的主流。进入工业社会后，未婚女性外出工作被普遍接受，但已婚女性仍以家庭主妇为业。以美国为例，1890年，联邦调查局所列出的369种行业中，除9种外，皆有女性从业者。1900年时，美国女性的社会劳动参与率为20%，但女性婚后就业率仅5%，1910年时为10.7%。20世纪初至第二次世界大战结束期间，一战结束和工业化的加速，使越来越多的欧美女性接受教育，并走出家庭，从事社会职业。经过1930年代的经济大萧条，美国女性就业率从1930年的24.3%上升至1940年的25.4%。已婚女性就业率由1930年28.8%上升至1940年35%。在二战期间，由于成年男性被大规模的征兵，更直接促使女性就业人数激增。
二战结束，男性回归工作岗位，女性就业率下降。另一方面，1950年代之后的经济繁荣，在欧洲和美国产生了更为保守的价值观。以美国为例，在1950年代，美国女性接受高等教育的目地，并非为职业前景，而是借此获得更好的婚姻。1950年代美国婚后女性就业率仅为11%，甚至少于1920年代。在1960年代、1970年代伴随着带有浓烈地左翼色彩的民权运动而出现的的女权主义运动，带来了美国和欧洲女性就业率的大幅度上升。经历了女权运动高潮后，1978年美国已婚女性就业率上升到50%。
1997年时，美国女性就业率达到61%。而在21世纪初头几年的经济繁荣期时，认同“返回家庭相夫教子”的“选择女权主义”回潮。已婚女性就业率曾经回落到54%，在2008年底金融海嘯爆发后，因为生活压力增大所迫，美国已婚女性就业率重新上扬，
在2010年上升到69%左右，与在改革开放30多年后婚后女性就业率下降到77%的中国大陆已相差不远。

2008年底开始的金融海嘯对男性为主要劳动力的建筑业、运输业损害较大，对女性为主要劳动力的护理、清洁等工作损害较小，2010年美国劳动力市场一度出现女性总人数接近甚至超过男性总人数的可能，但最终随着经济复苏和工作机会转好，美国男性重新巩固了就业总人数的多数优势。
根据英国广播公司（BBC）的调查数据，截止2013年1月止对发达国家女性婚后就业率的统计，在北欧的瑞典和芬兰，有6岁以下孩子却不辞职继续工作的妇女比例高达76％（有18岁以下孩子不辞职坚持工作的妇女比例高达82％），美国为61％（有18岁以下孩子却不辞职坚持工作的妇女比例达70％），英国为55％，德国为53％。相比之下，日本只有34％。
与在女性社会地位和人权纪录方面表现较为恶劣的沙特阿拉伯等海湾国家相比，相对而言，穆阿迈尔·卡扎菲领导下的利比亚和萨达姆·侯赛因领导下的伊拉克拥有阿拉伯世界中较好的女性境遇与政策，家庭主妇比例在40%到50%左右，在中东地区属较低水平，低于沙特阿拉伯等海湾国家。
1990年之前，北韓政府要求每一位健康的男性必须到国有企业工作，但允许约30%处于就业年龄阶段的已婚女性留在家里做全职家庭主妇，70%的朝鲜女性婚后继续工作（婚后女性就业率高于同地区的日本、韩国和台湾，但低于苏联、中國大陸以及瑞典等北欧国家，与如今的美国相仿。）隨著1990年代朝鲜經濟崩塌，有的原本选择留在家中的婦女出外工作或從事小買賣而成為家庭的經濟支柱。現時，北韓市场中的商贩至少有四分之三是女性。平壤甚至流传着一则笑话：丈夫与宠物狗有何共同之处？答案是：都不工作也不赚钱，但都很可爱，待在家里，还能吓跑小偷。

## 参看
- 師奶
- 家務 / 家政
- 家傭
- 灰色經濟
- 零家務
- 職業婦女